# Historia del VIH/sida

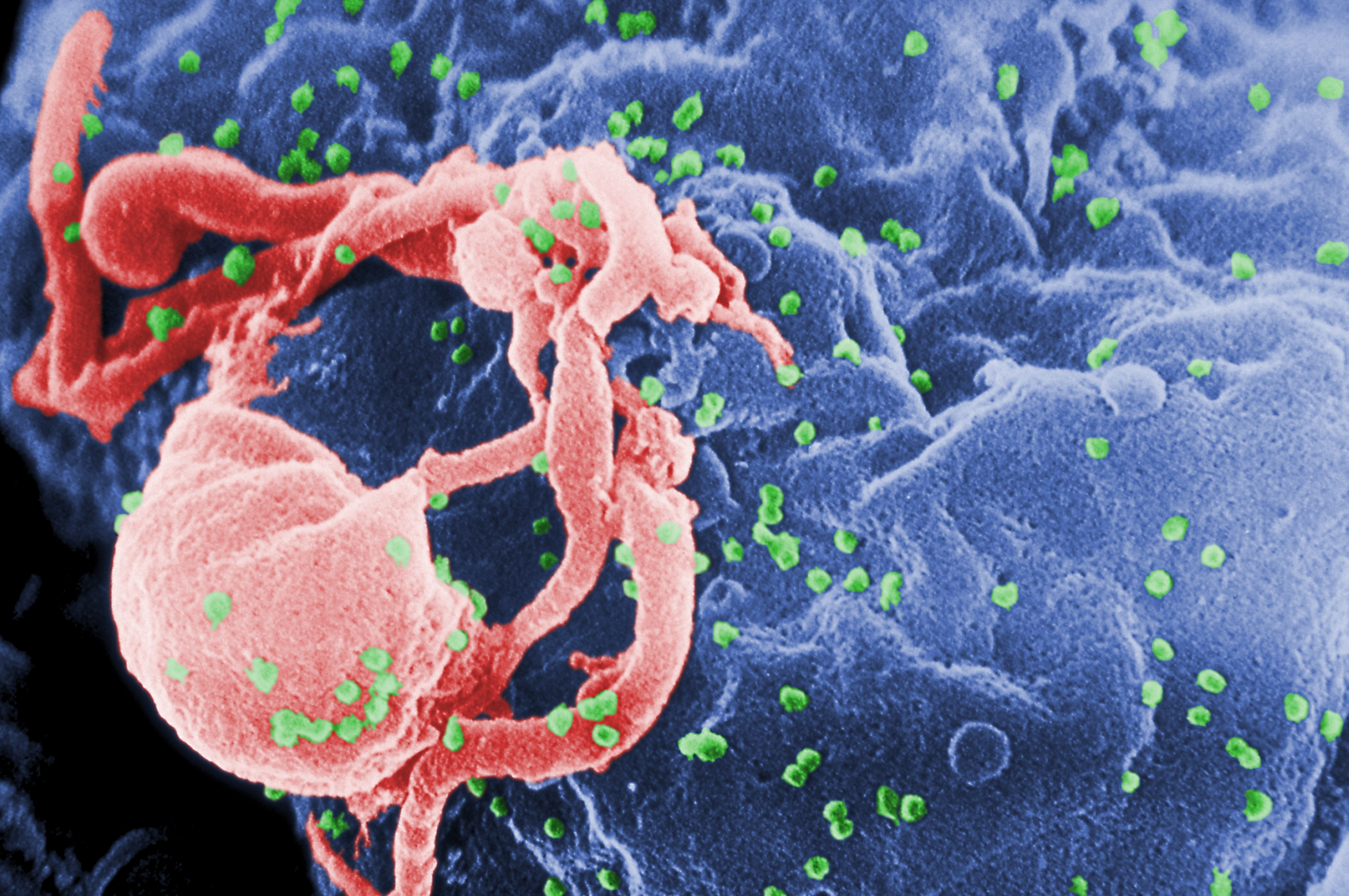
Micrografía electrónica de barrido con color falso del VIH-1, en verde, brotando de un linfocito cultivado.

El sida es causado por el virus de inmunodeficiencia humano (VIH), que se originó en primates no humanos en África Central y occidental. Si bien varios subgrupos del virus adquirieron infecciosidad humana en diferentes momentos, la pandemia tuvo su origen en la aparición de una cepa específica: el subgrupo M del VIH-1, en Léopoldville en el Congo Belga (ahora Kinsasa en la República Democrática del Congo) en los años 1920.
Hay dos tipos de VIH: VIH-1 y VIH-2. El VIH-1 es la cepa más virulenta, la cual se transmite fácilmente y es la causa de la gran mayoría de las infecciones por VIH a nivel mundial. La cepa pandémica del VIH-1 está estrechamente relacionada con un virus que se encuentra en los chimpancés de la subespecie Pan troglodytes, los cuales viven en los bosques de las naciones centroafricanas de Camerún, Guinea Ecuatorial, Gabón, República de Congo (o Congo-Brazzaville), y República Centroafricana. El VIH-2 es menos transmisible, y se limita en gran medida a África occidental, junto con su pariente más cercano; un virus del mangabey gris (Cercocebus atys atys), el cual es un mono del Viejo Mundo que habita en el sur de Senegal, Guinea-Bissau, Guinea, Sierra Leona, Liberia, y Costa de Marfil occidental.

## Transmisión de especies no-humanas a humanos
La mayoría de los investigadores del VIH están de acuerdo en que el VIH evolucionó en algún momento, a partir del virus de inmunodeficiencia de simios (VIS), con el cual está estrechamente relacionado, y se teoriza que el VIS o el VIH póstumo se transfirió de primates no humanos, a humanos en el pasado reciente (como un tipo de zoonosis). La investigación en esta área se lleva a cabo utilizando filogenia molecular, comparando las secuencias genómicas virales para determinar la relación.

### VIH-1 de chimpancés y gorilas a humanos
Los científicos generalmente aceptan que las cepas (o grupos) conocidos de VIH-1 están más estrechamente relacionadas con los virus de la inmunodeficiencia que afectan a las poblaciones de simios endémicos salvajes, las cuales se encuentran en los bosques de África central occidental. En particular, cada una de las cepas de VIH-1 conocidas está estrechamente relacionada con el VIS que infecta a la subespecie de chimpancé Pan troglodytes troflodytes (SIVcpz) o también con la cepa de VIS que infecta a los gorilas occidentales de llanura (gorila de gorila del Gorila), llamada SIVgor. La cepa pandémica del VIH-1 (grupo M o Main) y una cepa rara que se encuentra solo en unos pocos cameruneses (grupo N) se derivan claramente de las cepas SIVcpz endémicas de las poblaciones de chimpancés Pan troglodytes troglodytes que viven en Camerún. Otra cepa de VIH-1 muy rara (grupo P) se deriva claramente de las cepas del SIVgor de Camerún. Finalmente, en 2006, se confirmó que el antepasado de los virus primates del grupo O del VIH-1, la cual es una cepa que infecta a unas 100,000 personas que se encuentran en su mayoría de Camerún y países vecinos, es también una cepa SIVgor. El grupo M del VIH-1 pandémico está más estrechamente relacionado con el SIVcpz recolectado de las selvas tropicales del sureste de Camerún (actual Provincia Del Este) cerca del río Sangha. Por lo tanto, es de suponer que esta región es donde el virus se transmitió por primera vez de chimpancés a humanos. Sin embargo, las revisiones de la evidencia epidemiológica de la infección temprana por VIH-1, en muestras de sangre almacenadas y de casos antiguos de sida en África Central, han llevado a muchos científicos a creer que el centro humano temprano del grupo M del VIH-1 probablemente no estaba en Camerún, sino bastante más al sur en el Congo Belga (ahora la República Democrática del Congo), y muy probablemente en su ciudad capital, Kinshasa (anteriormente Léopoldville).